# 문흥국민학교
문흥국민학교는 경상북도 의성군 봉양면에 있었던 국민학교이다.

## 연혁
- 1949년 8월 15일 문흥국민학교 설립 인가
- 1949년 9월 1일 문흥국민학교 개교
- 1995년 3월 1일 폐교 및 의성국민학교 통폐합